# Sculptura kivuensis
Sculptura kivuensis är en skalbaggsart som beskrevs av Thérond 1969. Sculptura kivuensis ingår i släktet Sculptura och familjen stumpbaggar. Inga underarter finns listade i Catalogue of Life.